# Landsbytosse
Landsbytosse var oprindelig en betegnelse for en udviklingshæmmede i en landsby. 
Nu bruges udtrykket i flere betydninger, hvor mest kendt er nok som det nedsættende og satiriske udtryk for politikere, der præsenterer usædvanlige og urealistiske forslag og udsagn der tit skaber ravage i et parti.
Ifølge Den Danske Ordbog betyder en landsbytosse enten en dum, enfoldig eller skør person eller en dum, enfoldig eller skør person fra landet.
For betydningen som landsbyens udviklingshæmmede spores det engelske udtryk "village idiot" tilbage til et forord til George Bernard Shaws skuespil Major Barbara fra 1907.
Som det nedsættende politiske udtryk blev det foreviget i forbindelse med Fremskridtspartiets landsmøde i september 1995, men er siden også anvendt om de medlemmer af politiske partier som for eksempel Dansk Folkeparti, der er ude af trit med partiets politiske linje. 
Særligt Fremskridtspartiets Kresten Poulsgaard er knyttet til udtrykket.
"Landsbytosse" bruges mest i danske indenrigspolitiske sammenhænge, men en dansk kommentator har dog også brugt udtrykket til globale politiske figure som Mahmoud Ahmadinejad, Hugo Chavez og Julian Assange.
Som et paralleludtryk er "storbytosse" en nedsættende betegnelse for et medlem af partiet Ny Alliance. 
Det ord introduceres i en artikel af Rune Lykkeberg i avisen Information i 2007.
En kvindelig københavnsk politikere skal have opfundet dette paralleludtryk.
I en positiv betydning bruger Landsforeningen Af Landsbysamfund ordet landsbytosse i deres årlige kåring af person der kæmper for en sag mod alle odds.
I 1982 var det forfatteren Knud Holst, der blev hædret "for digtning, beskrivelse af landsbyerne og deres situation."
Efterfølgende er hædren blandt andre tilfaldet miljøministeren Christian Christensen i 1984, Informations journalist Per Henrik Hansen i 1991, forfatteren Knud Sørensen i 1997 og folketingsmedlem Kristen Touborg i 2006.